# کامینز

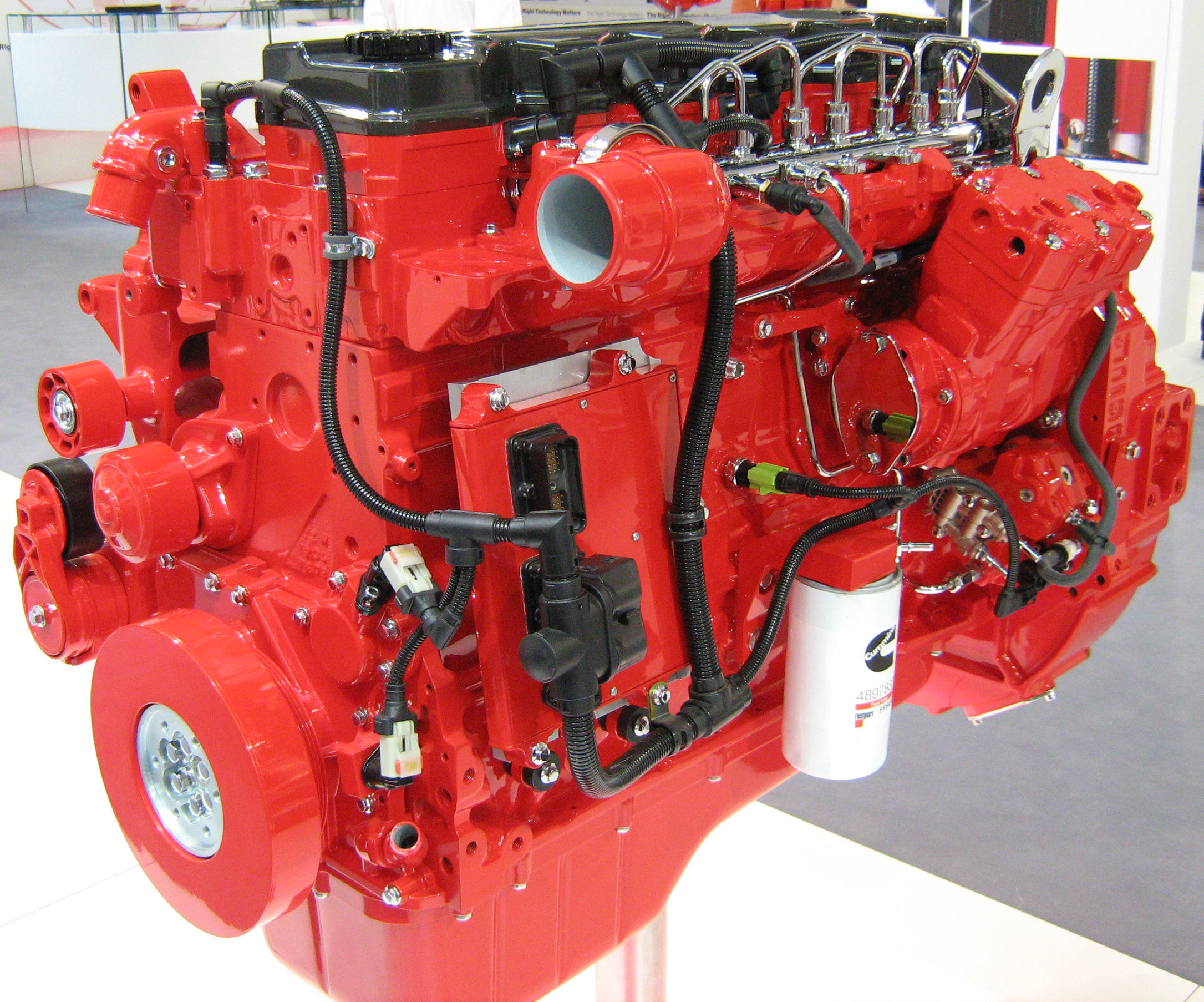
یک موتور دیزل ساخت کامینز

کامینز یا کامِنز (به انگلیسی: Cummins) شرکت صنایع سنگین چندملیتی آمریکایی است، که در سال ۱۹۱۹ توسط کلسی کامینز در ایندیانا تأسیس شد و امروزه بزرگترین فناور و سازنده موتورهای دیزل در جهان می‌باشد.
این شرکت در زمینه ارائه خدمات طراحی و تولید موتورهای درون‌سوز و فناوری‌های مرتبط با آن، مانند: تولید سامانه‌های سوخت‌رسانی انژکتوری، سامانه‌های کنترل، تجهیزات فیلتراسیون و سامانه‌های تولید برق، فعالیت می‌نماید.
دفتر مرکزی کامینز، در کلمبوس، ایندیانا قرار دارد. کامینز محصولات خود را، از طریق شبکه‌ای با بیش از ۶۰۰ توزیع‌کننده مستقل و در حدود ۶،۰۰۰ فروشنده، در بیش از ۱۹۰ کشور به فروش می‌رساند. این شرکت در سال ۲۰۱۱ درآمدی بالغ بر ۱۸ میلیارد دلار داشته، که سود خالصی معادل ۱٫۷۵ میلیارد دلار را کسب نموده است. به‌علاوه این شرکت در کنار ام‌آان، یانمار، میتسوبیشی، ولوو پنتا، ام‌تی‌یو، کاترپیلار و وارتسیلا یکی از بزرگترین سازندگان موتورهای دریایی در جهان است.
سهام کامینز در بازار بورس نیویورک، دادوستد می‌شود، که همچنین در فهرست فرچون ۵۰۰ ذکر شده‌است.